# Janina Scarlet
Janina Scarlet, född 8 december 1983 i Ukraina, är en ukrainsk-amerikansk författare och klinisk psykolog. Hon är känd för att använda referenser till populärkultur vid behandling av patienter.

## Biografi

### Barndom och ungdom
Scarlet föddes och växte upp i Ukraina i en judisk familj. Scarlet och hennes familj fick lida av Tjernobylkatastrofen. Som barn blev hon förgiftad och fick svåra migränanfall och kramper. Antisemitismen blev också utbredd. Hennes familj bestämde sig då för att i hemlighet flytta till USA. Efter en årslång serie undersökningar, den 15 september 1995, landade de i Amerika.
Scarlet kämpade med Posttraumatiskt stressyndrom, PTSD. Hon blev också mobbad för sitt ursprung; till exempel blev hon hånad som radioaktiv. Några år senare, efter att ha sett filmen X-Men, kände hon samhörighet med figuren Storm. Hon inspirerades av Storms liknande ursprung som snarare stärkte henne som individ, och det fick henne att omformulera sin historia - från ett offer till en överlevare. Hon bestämde sig för att studera psykologi för att kunna hjälpa andra som också kämpade med sitt förflutna.

### Utbildning och karriär
Scarlet avlade magisterexamen i psykologi vid Brooklyn College. År 2010 avlade hon doktorsexamen i neurovetenskap från Graduate Center, CUNY. Hon erhöll en Clinical Psychology Respecialization från Alliant International University och avslutade sin postdoktorsutbildning vid Veterans Medical Research Center.
Hon behandlade aktiva marinsoldater med PTSD genom sitt arbete på Veterans Medical Research Center. Där märkte hon att många av dem identifierade sig med superhjältar - många sade att de ville bli Stålmannen, men trodde att de misslyckades för att de utvecklade PTSD. Scarlet frågade en gång en patient om Stålmannen har sårbarheter, och han svarade kryptonit; hon frågade sedan om kryptonit gjorde Stålmannen till en mindre hjälte, och då skedde en förändring av hans perspektiv. Det var ett livsförändrande ögonblick som fick henne att förstå allegorin om att införliva superhjältar i behandling av psykiska problem och störningar.
Scarlet arbetade som psykolog vid Sharp Memorial Center 2013–2017. Hon började arbeta som klinisk psykolog vid Center for Stress and Anxiety Management i Kalifornien 2012 och är för närvarande den ledande traumaspecialisten där. She specializes in treating anxiety, stress, trauma and PTSD. Hon är specialiserad på att behandla ångest, stress, trauma och PTSD. Scarlet har också genomfört och publicerat psykologisk analys av populära filmer, TV-program och böcker.
Scarlet har mottagit Eleanor Roosevelt Award for Human Rights av United Nations Association of the United States of America, San Diego, för sitt arbete med superhjälteterapi.
Scarlet har varit med som karaktär i serieboken Seven Days av Gail Simone 
Scarlet arbetade som mentalvårdskonsult på den fjärde säsongen av HBO Max animerade show Young Justice (TV-serien).

### Superhjälteterapi
Scarlet utvecklade Superhero Therapy, som är en klinisk metod för att använda hjältar eller populärkulturfigurer och införliva dem i evidensbaserade terapier för att omforma berättelser, bygga relationer och hantera en rad psykologiska problem. Den förstärks av parasocial interaktion som är kopplingen mellan ett fan och en idol. Scarlet noterade en vanlig tendens för patienter att inte öppna sig – och hon använde berättelser, oavsett om det var genom filmer, romaner etc. – för att uppmuntra patienterna att uttrycka sig och därigenom komma till insikt om sina problem. Superhjälteterapi inbjuder patienterna att överväga sina egna ursprungsberättelser, samt att ta upp fiktiva karaktärer som heroiska förebilder för att underlätta behandlingen, samt att hjälpa klienterna att bli sin egen version av en superhjälte i verkligheten. Metoden kombinerar inslag av kognitiv beteendeterapi (KBT) med acceptance and commitment therapy. Även om den ofta används för att behandla yngre patienter, är den lika tillämplig på vuxna, eftersom superhjälteterapi kan använda personliga och icke-fiktiva karaktärer också.

## Verk
- The Walking Dead Psychology: Psych of the Living Dead (2015)
- Star Wars Psychology: Dark Side of the Mind (2015)
- Game of Thrones Psychology: The Mind is Dark and Full of Terrors (2016)
- Doctor Who Psychology: A Madman with a Box (2016)
- Supernatural Psychology: Roads Less Traveled (2017)
- Wonder Woman Psychology: Lassoing the Truth (2017)
- Superhero Therapy: Mindfulness Skills to Help Teens and Young Adults Deal with Anxiety, Depression, and Trauma (2017)
- Harry Potter Therapy: An Unauthorized Self-Help Book from the Restricted Section (2017)
- Star Trek Psychology: The Mental Frontier (2017)
- Therapy Quest: An Interactive Journey Through Acceptance And Commitment Therapy (2018)
- Super-Kids (2019)
- Violet and the Trial of Trauma (Dark Agents #1) (2020)
- Super-Women (2020)
- It Shouldn't Be This Way: Learning to Accept the Things You Just Can't Change (2021)
- Superhero Therapy for Anxiety and Trauma (2021)